# Magnus Pääjärvi-Svensson
Karl Magnus Pääjärvi-Svensson (Norrköping, 12 aprile 1991) è un hockeista su ghiaccio svedese.

## Palmarès

### Mondiali
- 3 medaglie:
  - 1 oro (Danimarca 2018)
  - 1 argento (Slovacchia 2011)
  - 1 bronzo (Germania 2010)